# James Failla
James „Jimmy Brown“ Failla (* 1919; † 5. August 1999) war ein einflussreicher US-amerikanischer Mobster der Gambino-Familie in New York City. Er beherrschte das „Local 813“ der Gewerkschaft der Teamsters und darüber jahrzehntelang die Müllabfuhr der Stadt.
Sein Spitzname „Jimmy Brown“ rührte von seinen schokoladen-braunen Anzügen, die er mit Vorliebe trug. Failla soll eine erstaunliche Ähnlichkeit mit Larry Flynt, dem US-amerikanischen Verleger des Hustler-Magazins, aufgewiesen haben.

## Leben

### Unter Paul Castellano
Boss der Gambino-Familie war seit 1976 Paul Castellano. Dieser war der Schwager seines Vorgängers Carlo Gambino gewesen; viele im Gambino-Clan hätten lieber Aniello Dellacroce als Nachfolger gesehen, worin die grundlegende Ursache der beginnenden Spaltung der Gambino-Familie zu sehen ist. Es standen sich eine Brooklyn- und eine Manhattan-Fraktion gegenüber. Während die Brooklyn-Fraktion zu Castellano neigte, hing die Manhattan-Fraktion Dellacroce an. Während die Brooklyn-Fraktion eher zu Delikten der Wirtschaftskriminalität neigte, verfolgte Delacroces Fraktion die üblichen kriminellen Betätigungen. Castellanos Strategie war letztlich die bereits von Gambino betriebene Methode, illegales Geld in legale Geschäftsfelder zu investieren.
In diesem Sinne kontrollierte Failla die Trade Waste Association. Sein Einfluss bei den Teamsters, der in den 1960er Jahren begann, dauerte bis 1995 an und ermöglichte ihm für die „Familie“ das Abschöpfen von einigen 100 Mio. US-Dollar. Auch an diesen Einnahmen war die Manhattan-Fraktion im Prinzip nicht beteiligt, die deshalb in den Drogenhandel einstieg.
Nach dem Tod von Dellacroce musste die Manhattan-Fraktion um John Gotti befürchten, von Castellano ausgeschaltet zu werden. Gotti kam dem zuvor und ließ seinerseits Castellano im Dezember 1985 im sog. "Steakhouse-Massaker " ermorden.
Als Castellano am 16. Dezember 1985 zusammen mit Thomas Bilotti vor dem Sparks Steak House in Manhattan ermordet wurde, war es Failla der in diesem zusammen mit Frank DeCicco gewartet hatte. Eventuell war auch Armond Dellacroce, Bruder des verstorbenen Aniello Dellacroce, ebenfalls im Sparks anwesend.
Im Gegensatz zu DeCicco war Failla vermutlich in die Mordpläne nicht eingeweiht oder verwickelt. Die Ermordung eines Bosses hätte eigentlich der Zustimmung der Kommission -einem Mafia-Gremium, dem Vertreter der fünf New Yorker Familien und des Chicago Outfit angehören- bedurft oder zumindest mit den Bossen aus den anderen Fünf Familien abgesprochen werden müssen, weshalb seitens Vincent Gigante – Boss der Genovese-Familie –  zunächst die Ermordung von Gotti betrieben wurde. Später wurde dieser Plan fallengelassen und Gotti als neuer Boss der Gambino-Familie anerkannt.
Allerdings werteten einige Faillas Anwesenheit im Restaurant als aktive Beteiligung. Zeugen hatten ausgesagt, dass DeCicco und Failla nach den Schüssen aus dem Restaurant gerannt seien und Failla sogar den Puls von Castellano zu fühlen versuchte. Failla hatte eng mit der Genovese-Familie zusammengearbeitet; es gibt Spekulationen, dass er zusammen mit Daniel „Danny“ Marino als Nachfolger von John Gotti eingesetzt worden wäre, falls dessen gewaltsame Beseitigung gelungen wäre.

## Anklagen
Failla galt als einer der schweigsamsten Gangster überhaupt; obwohl er an unzähligen Meetings seines Bosses Paul Castellano beteiligt war, konnte das FBI, das Castellano überwachte, nur wenige Worte von Failla aufzeichnen.
1987 wurde Failla wegen zahlreicher Delikte angeklagt. Hintergrund war der Prozess gegen den Consigliere des Clans Joseph N. Gallo. Etwa seit Beginn der 1980er Jahre hatte das FBI neben Gotti auch Gallo im Visier. Gallo wurde 1986 festgenommen und 1987 für schuldig befunden. Weitere Angeklagte in dem Verfahren waren neben Gallo und Failla: Joseph Armone, Joseph Corrao, Robert DiBernardo, Joseph Zingaro, Thomas Agro, Robert Desimone, Jack Giordano, Angelo Ruggiero, Anthony Vitta, George Daly, Louis Giardina, Salvatore Migliorisi, Julie Miron und Mildred Russo.
1989 wurde Thomas Spinelli, ein Mann aus seiner Crew, auf Anweisung von Sammy Gravano ermordet. Spinelli sollte vor Gericht aussagen, und Gravano wollte kein Risiko einer juristisch verwertbaren Aussage eingehen, da sein Boss John Gotti unter Dauerbeobachtung der Behörden stand.
Als 1990 John Gotti verurteilt wurde, avancierte Failla zum „acting boss“ der Gambino-Familie, die in Gottis Abwesenheit von einem Dreierteam angeführt wurde.
1994 bekannte sich Failla schuldig, am Mord an Thomas Spinelli beteiligt gewesen zu sein, und wurde zu einer Haft von sieben Jahren verurteilt. Grund für die geringe Strafe war ein strafprozessualer Deal mit der Staatsanwaltschaft gewesen. 1995 trat er seine Haftstrafe an, und 1999 starb er im Gefängnis in Texas.
James Failla wurde auf dem Moravian Cemetery in New Dorp, New York City beerdigt.

## Familie
James Failla hatte einen Sohn (James Failla Jr.), dieser wurde am 5. Oktober 1985 im Alter von 28 Jahren ermordet. Er wurde erschossen in seinem Wagen in der bowling alley von Staten Island in New York City aufgefunden.